# Партизанська селищна рада
Партиза́нська се́лищна ра́да — адміністративно-територіальна одиниця та орган місцевого самоврядування в Генічеському районі Херсонської області. Адміністративний центр — селище міського типу Рикове.

## Загальні відомості
Партизанська селищна рада утворена в 1960 році.
- Територія ради: 81,557 км²
- Населення ради: 5 431 особа (станом на 2001 рік)

## Населені пункти
Селищній раді підпорядковані населені пункти:
- смт Рикове
- с. Гайове
- с. Догмарівка
- с. Москаленка

## Склад ради
Рада складається з 20 депутатів та голови.
- Голова ради: Брагінець Володимр Федорович
- Секретар ради: Соколов Леонід Федорович

### Керівний склад попередніх скликань
| Прізвище, ім'я, по батькові   | Основні відомості                                                | Дата обрання | Дата звільнення |
| ----------------------------- | ---------------------------------------------------------------- | ------------ | --------------- |
| Брагінець Володимир Федорович | Селищний голова, 1957 року народження, безпартійний              | 26.03.2006   | 31.10.2010      |
| Брагінець Володимр Федорович  | Селищний голова, 1957 року народження, освіта вища, безпартійний | 31.10.2010   |                 |

Примітка: таблиця складена за даними сайту Верховної Ради України

### Депутати
За результатами місцевих виборів 2010 року депутатами ради стали:

#### За суб'єктами висування
| Суб'єкт висування                                       | Кількість обраних депутатів | %  |
| ------------------------------------------------------- | --------------------------- | -- |
| Комуністична партія України                             | 8                           | 40 |
| Партія регіонів                                         | 7                           | 35 |
| Політична партія «Сильна Україна»                       | 2                           | 10 |
| Самовисування                                           | 2                           | 10 |
| Політична партія Всеукраїнське об'єднання «Батьківщина» | 1                           | 5  |

#### За округами
| № округу                                                | Прізвище, ім'я, по батькові        | Дата визнання обраним | Освіта             | Партійна приналежність                  | Відомості про обраного депутата                     |
| ------------------------------------------------------- | ---------------------------------- | --------------------- | ------------------ | --------------------------------------- | --------------------------------------------------- |
| Комуністична партія України                             |                                    |                       |                    |                                         |                                                     |
| 6                                                       | Сорока Олександр Миколайович       | 05.11.2010            | середня            | член Комуністичної партії України       | АЗС «Лукойл», оператор                              |
| 10                                                      | Стешенко Валентин Володимирович    | 05.11.2010            | середня спеціальна | член Комуністичної партії України       | тимчасово не працює                                 |
| 14                                                      | Пономаренко Григорій Олександрович | 05.11.2010            | вища               | позапартійний                           | пенсіонер                                           |
| 15                                                      | Соколов Леонід Федорович           | 05.11.2010            | вища               | позапартійний                           | Партизанська селищна рада, секретар                 |
| 16                                                      | Тиховський Ігор Володимирович      | 05.11.2010            | вища               | позапартійний                           | ТОВ ім. Шевченка, бригадир                          |
| 17                                                      | Процька Ніна Миколаївна            | 05.11.2010            | середня спеціальна | позапартійна                            | пенсіонер                                           |
| 19                                                      | Алісова Марія Миколаївна           | 05.11.2010            | середня спеціальна | член Комуністичної партії України       | пенсіонер                                           |
| 20                                                      | Синякова Ольга Миколаївна          | 05.11.2010            | середня            | позапартійна                            | домогосподарка                                      |
| Партія регіонів                                         |                                    |                       |                    |                                         |                                                     |
| 1                                                       | Мироненко Наталя Миколаївна        | 05.11.2010            | вища               | член Партії регіонів                    | Партизанська загальносередня школа, вчитель         |
| 4                                                       | Мизько Світлана Аркадіївна         | 05.11.2010            | вища               | член Партії регіонів                    | Партизанська селищна рада, головний бухгалтер       |
| 5                                                       | Мизько Віктор Іванович             | 05.11.2010            | середня            | позапартійний                           | Партизанська селищна рада, водій                    |
| 7                                                       | Галицький Григорій Олександрович   | 05.11.2010            | середня            | член Партії регіонів                    | пенсіонер, приватний підприємець                    |
| 9                                                       | Ісаєв Абляміт Кемалович            | 05.11.2010            | вища               | член Партії регіонів                    | Партизанський елеватор, інженер                     |
| 11                                                      | Квітка Віктор Костянтинович        | 05.11.2010            | середня спеціальна | член Партії регіонів                    | Партизанський елеватор, водій                       |
| 18                                                      | Джаврієв Камолжон Айдинович        | 05.11.2010            | середня            | член Партії регіонів                    | приватний підприємець                               |
| Політична партія Всеукраїнське об'єднання «Батьківщина» |                                    |                       |                    |                                         |                                                     |
| 12                                                      | Синілова Інна Миколаївна           | 05.11.2010            | вища               | позапартійна                            | Партизанська загальноосвітня школа, вчитель         |
| Політична партія «Сильна Україна»                       |                                    |                       |                    |                                         |                                                     |
| 2                                                       | Косьяненко Тетяна Анатоліївна      | 05.11.2010            | вища               | член Політичної партії «Сильна Україна» | Партизанський елеватор, бухгалтер                   |
| 3                                                       | Барабаш Сергій Михайлович          | 05.11.2010            | середня            | член Політичної партії «Сильна Україна» | «Придніпровська залізниця», електротехнік           |
| Самовисування                                           |                                    |                       |                    |                                         |                                                     |
| 8                                                       | Шевчук Віра Володимирівна          | 05.11.2010            | середня            | позапартійна                            | Партизанська селищна рада, спеціаліст 2-ї категорії |
| 13                                                      | Кондрашина Ганна Олександрівна     | 05.11.2010            | вища               | позапартійна                            | пенсіонер, приватний підприємець                    |